# Seelenfenster

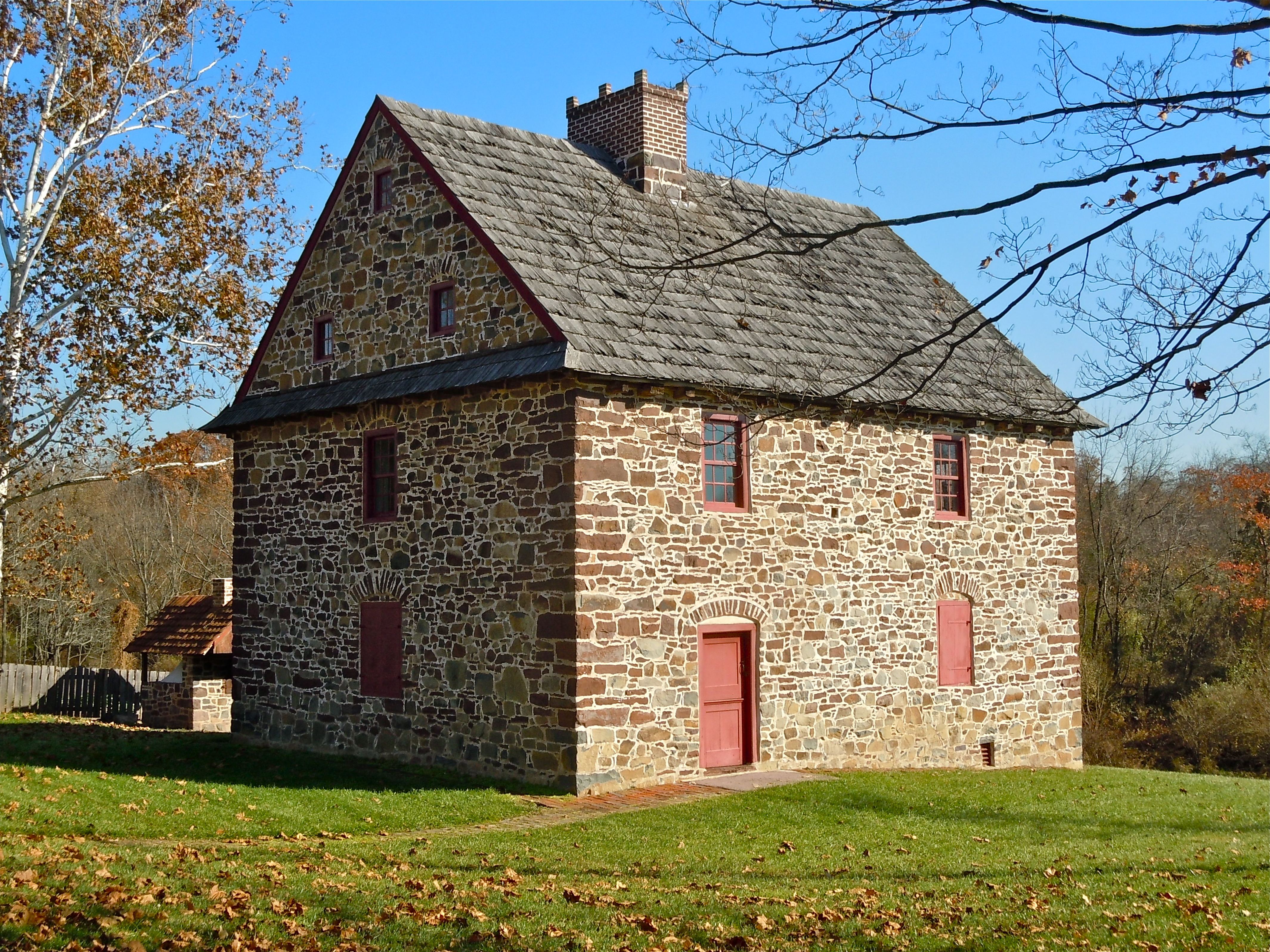
Das Henry Antes House, 1736 in den USA von deutschen Siedlern erbaut, hat im Nordosten ein Seelenfenster.

Seelenfenster werden sehr kleine Fensteröffnungen in der Kammer- oder Hauswand einiger alter Bauernhäuser genannt; der Begriff ist sowohl in der Schweizer als auch in der deutschen und der amerikanischen Volksarchitektur verzeichnet.
Im Volksglauben hieß es, die Luken seien speziell für das Auslassen der Seele gebaut worden.
Zwar gab es früher den Brauch, durch das Öffnen eines Fensters der Seele eines gerade Verstorbenen den Ausgang zu erleichtern, doch wurden Fenster ursprünglich eher deswegen in der Art kleiner Lüftungsluken ausgeführt, da Glas kaum verfügbar war und die Wärme in Stube oder Schlafkammer bewahrt werden sollte.
Auch bei der Untersuchung spätmittelalterlicher Blockbauten im Kanton Schwyz kam man zu dem Ergebnis, dass solch kleine Fensteröffnungen bei Häusern aus der Zeit eher die Regel als die Ausnahme waren.
Henry Antes House gehört zu den am besten erhaltenen Beispielen eines germanischen Haustyps aus der Zeit vor 1760, der in Pennsylvania und den umliegenden Staaten üblich war, und hat in der Nordost-Ansicht ein Seelenfenster [sic] (spirit window).

## Begriff und Tradition
Erstmals wurde der Ausdruck Seelenfenster oder Seelabalgga (Seelenbalken) 1938 durch Johann Rudolf Stoffel veröffentlicht. Stoffel forschte, ob s'Läüfterli in anderen Häusern der Schweiz bekannt sei, ein Schiebefensterchen, das die Hausbewohner öffneten, wenn ein Mitbewohner verstarb und die Seele aus dem Haus hinausgelangen sollte. In späteren Jahren erhielt der Seelabalgga insofern ein besonderes Gewicht, als verschiedene Forscher darin ein Erkennungsmerkmal des sogenannten typischen Walserhauses suchten und fanden. Mit der Zeit wurden Häuser, die eine solche Luke in Keller, Dachkammer, in der Hauswand oder Türe aufwiesen, zu von Walsern erbauten beziehungsweise bewohnten Gebäuden erklärt. Für den Graubündner Kunsthistoriker und Bauernhausforscher Christoph Simonett (1906–1981) sind die kleinen Fenster und Luken in Stuben- und Kammerwänden eindeutig Luft- und Lichtöffnungen. Simonett hielt den von Stoffel beschriebenen Seelabalgga für eine Erfindung der Volkskundler, ebenso die Behauptung, dass die Seelenfenster an den Bauernhäusern der Walser und Romanen nur dann geöffnet würden, wenn jemand im Sterben lag, ansonsten verrammelt blieben, damit die Seele nicht zurückkehren könne. Nach Simonetts Forschungen stellte sich heraus, dass die Alten nichts von einem Seelenfenster wussten, wohl aber die Jüngeren, welche diese „romantische Sache erst durch Presse und Radio kennengelernt“ hatten.
Da die Geister der Verstorbenen als stark ortsgebunden gelten, ist es vielerorts Brauch, die scheidende Seele des Sterbenden zu täuschen, indem man ein Fenster öffnet, um ihr zum Zeitpunkt des Todes den Ausgang zu ermöglichen.  Der Brauch geht über die religiöse Doktrin hinaus und wird u. a. in der Deutschen Mythologie (Grimm, 1835) oder in Sammlungen zum irischen Volksglauben erwähnt. Auch einige deutsche Häuser im Pennsylvania des 18. Jahrhunderts hatten ein spezielles, sehr kleines, geschickt verstecktes Fenster, das in den Stuben oder den Schlafzimmern eingebaut war, und nach Arthur J. Lawton (1969) und Yvonne J. Milspaw (1983) erst im Moment des Todes geöffnet und kurze Zeit später wieder geschlossen wurde. Der Grund dafür ist, dass der Geist so sehr an den Ort gebunden sei, dass er ermutigt werden muss, weiterzugehen und von der Rückkehr abgehalten werden muss. Es heißt, dass der Geist nur auf dem gleichen Weg wieder eintreten kann, auf dem er ein Haus verlassen hat.

## Geschichte
Einen Hinweis in diese Richtung gab schon im Jahre 1742 der Bündner Pfarrer Nicolin Sererhard, der die Häuser in Avers-Cresta so beschrieb: „Das Holz zu erspahren haben sie desto kleinere Stuben, und in denselben desto weniger oder ganz kleine Tagliechter oder Fenster wegen der scharfen Lüften und langen Winters.“ Darüber war Fensterglas für Bauern abgelegener Gebiete noch im 18. Jahrhundert sehr teure Ware und kleine Fensteröffnungen benötigten entsprechend weniger Glas, Luken ließen sich allenfalls mit einem Brett oder einem Holzklotz schließen. In der Zentralschweiz gibt es in den meisten spätmittelalterlichen Wohnhäusern solche Luken, der Begriff Seelenfenster ist aber nicht bekannt. In Schwyz-Ibach blieb in einem Haus von 1336 das Verschlussbrettchen einer Luke erhalten. Leonard von Matt kommentiert eine ähnliche Luke mit Schieber in einem Schächentaler Bauernhaus: „Hier lag während langen Jahren ein ‹altes Maitli› gelähmt im Bett. Zu seiner Kurzweil hat man in der Wand ein Guckloch mit Schiebtürli eingebaut, was ihm einen Ausblick auf die Strasse ermöglichte.“
Auch viele der frühen Häuser der Pennsylvania Dutch aus dem 18. Jahrhundert besaßen ungewöhnliche angeordnete „Seelenfenster“, die oft unsymmetrisch angeordnet, ohne offensichtliche Funktion, aber eng mit dem Volksglauben über den Tod verbunden scheinen. Das als Seelenfenster bekannte kleine Fenster befindet sich an der Außenmauer der alten Häuser, sollte angeblich den Austritt der Seele eines Sterbenden ermöglichen. Seine Glasscheiben waren klein und rechteckig, normalerweise sieben mal neun Zoll groß.